# Wasa Royals
I Wasa Royals sono una squadra di football americano di Vaasa, in Finlandia; fondati nel 1994, hanno vinto 1 titolo di secondo livello maschile e 1 femminile, 3 di terzo livello e 2 a 7 giocatori (1 di quarto livello e 1 di quinto livello, entrambi come Vaasa Vikings).

## Dettaglio stagioni

### Tornei nazionali

#### Campionato

##### Vaahteraliiga
| Stagione | regular season | regular season | regular season | regular season | regular season | regular season | playoff | playoff | playoff | playoff | playoff | playoff       | playoff              |
|          | Vin            | Par            | Per            | Tot            | PF             | PS             | Vin     | Per     | Tot     | PF      | PS      | risultato     | avversaria           |
| -------- | -------------- | -------------- | -------------- | -------------- | -------------- | -------------- | ------- | ------- | ------- | ------- | ------- | ------------- | -------------------- |
| 2016     | 6              | 0              | 6              | 12             | 301            | 226            | 0       | 1       | 1       | 9       | 14      | Semifinale    | Seinäjoki Crocodiles |
| 2017     | 9              | 0              | 3              | 12             | 363            | 198            | 1       | 1       | 2       | 26      | 51      | Vaahteramalja | Helsinki Roosters    |
| 2018     | 4              | 0              | 6              | 10             | 202            | 265            | 0       | 1       | 1       | 26      | 34      | Semifinale    | Kuopio Steelers      |
| 2019     | 4              | 0              | 8              | 12             | 379            | 424            | -       | -       | -       | -       | -       | -             | -                    |
| 2020     | 3              | 0              | 2              | 5              | 160            | 190            | 0       | 1       | 1       | 41      | 42      | Semifinale    | Helsinki Wolverines  |
| 2021     | 1              | 0              | 7              | 8              | 96             | 261            | -       | -       | -       | -       | -       | -             | -                    |
| 2023     | 6              | 0              | 6              | 12             | 369            | 329            | 0       | 1       | 1       | 14      | 28      | Semifinale    | Seinäjoki Crocodiles |
| 2024     | 4              | 0              | 8              | 12             | 275            | 364            | -       | -       | -       | -       | -       | -             | -                    |
| Totale   | 37             | 0              | 46             | 83             | 2145           | 2257           | 1       | 5       | 6       | 116     | 169     |               |                      |

Fonti: Enciclopedia del Football - A cura di Massimo Mezzetti

##### Naisten Vaahteraliiga
| Stagione | regular season | regular season | regular season | regular season | regular season | regular season | playoff | playoff | playoff | playoff | playoff | playoff   | playoff    |
|          | Vin            | Par            | Per            | Tot            | PF             | PS             | Vin     | Per     | Tot     | PF      | PS      | risultato | avversaria |
| -------- | -------------- | -------------- | -------------- | -------------- | -------------- | -------------- | ------- | ------- | ------- | ------- | ------- | --------- | ---------- |
| 2024     | 0              | 0              | 8              | 8              | 68             | 293            | -       | -       | -       | -       | -       | -         | -          |
| Totale   | 0              | 0              | 8              | 8              | 68             | 293            | -       | -       | -       | -       | -       |           |            |

Fonti: Enciclopedia del Football - A cura di Massimo Mezzetti

##### I-divisioona
| Stagione | regular season | regular season | regular season | regular season | regular season | regular season | playoff | playoff | playoff | playoff | playoff | playoff    | playoff          |
|          | Vin            | Par            | Per            | Tot            | PF             | PS             | Vin     | Per     | Tot     | PF      | PS      | risultato  | avversaria       |
| -------- | -------------- | -------------- | -------------- | -------------- | -------------- | -------------- | ------- | ------- | ------- | ------- | ------- | ---------- | ---------------- |
| 2014     | 7              | 0              | 1              | 8              | 347            | 93             | 2       | 0       | 2       | 90      | 33      | Campioni   | Hyvinkää Falcons |
| 2015     | 7              | 0              | 2              | 9              | 554            | 138            | 0       | 1       | 1       | 26      | 28      | Semifinale | Tampere Saints   |
| 2022     | 6              | 0              | 0              | 6              | 292            | 49             | 1       | 0       | 1       | 38      | 7       | Campioni   | Tampere Saints   |
| Totale   | 20             | 0              | 3              | 23             | 1193           | 280            | 3       | 1       | 4       | 154     | 68      |            |                  |

Fonti: Enciclopedia del Football - A cura di Massimo Mezzetti

##### Naisten I-divisioona
| Stagione | regular season | regular season | regular season | regular season | regular season | regular season | playoff | playoff | playoff | playoff | playoff | playoff     | playoff           |
|          | Vin            | Par            | Per            | Tot            | PF             | PS             | Vin     | Per     | Tot     | PF      | PS      | risultato   | avversaria        |
| -------- | -------------- | -------------- | -------------- | -------------- | -------------- | -------------- | ------- | ------- | ------- | ------- | ------- | ----------- | ----------------- |
| 2021     | 2              | 0              | 4              | 6              | 106            | 144            | -       | -       | -       | -       | -       | -           | -                 |
| 2022     | 3              | 0              | 2              | 5              | 56             | 100            | 0       | 1       | 1       | 6       | 28      | Semifinale  | Kotka Eagles      |
| 2023     | 3              | 0              | 3              | 6              | 119            | 98             | 2       | 0       | 2       | 40      | 26      | Campionesse | Helsinki Roosters |
| Totale   | 8              | 0              | 9              | 17             | 281            | 342            | 2       | 1       | 3       | 46      | 54      |             |                   |

Fonti: Enciclopedia del Football - A cura di Massimo Mezzetti

##### II-divisioona
| Stagione | regular season | regular season | regular season | regular season | regular season | regular season | playoff | playoff | playoff | playoff | playoff | playoff    | playoff              |
|          | Vin            | Par            | Per            | Tot            | PF             | PS             | Vin     | Per     | Tot     | PF      | PS      | risultato  | avversaria           |
| -------- | -------------- | -------------- | -------------- | -------------- | -------------- | -------------- | ------- | ------- | ------- | ------- | ------- | ---------- | -------------------- |
| 2007     | 4              | 0              | 2              | 6              | 218            | 46             | 2       | 1       | 3       | 151     | 35      | Finale     | Oulu Northern Lights |
| 2008     | 7              | 0              | 1              | 8              | 319            | 93             | 2       | 0       | 2       | 81      | 7       | Campioni   | Helsinki 69ers       |
| 2010     | 6              | 0              | 0              | 6              | 210            | 21             | 1       | 1       | 2       | 34      | 54      | Finale     | Kuopio Steelers      |
| 2011     | 4              | 0              | 2              | 6              | 133            | 74             | 0       | 1       | 1       | 7       | 19      | Wild Card  | East City Giants     |
| 2012     | 4              | 0              | 2              | 6              | 235            | 79             | 1       | 1       | 2       | 56      | 59      | Semifinale | Hyvinkää Falcons     |
| 2013     | 7              | 0              | 0              | 7              | 367            | 43             | 2       | 0       | 2       | 82      | 0       | Campioni   | Hämeenlinna Huskies  |
| Totale   | 32             | 0              | 7              | 39             | 1482           | 356            | 8       | 4       | 12      | 411     | 174     |            |                      |

Fonti: Enciclopedia del Football - A cura di Massimo Mezzetti

##### III-divisioona (a 11 giocatori)
| Stagione | regular season | regular season | regular season | regular season | regular season | regular season | playoff | playoff | playoff | playoff | playoff | playoff   | playoff    |
|          | Vin            | Par            | Per            | Tot            | PF             | PS             | Vin     | Per     | Tot     | PF      | PS      | risultato | avversaria |
| -------- | -------------- | -------------- | -------------- | -------------- | -------------- | -------------- | ------- | ------- | ------- | ------- | ------- | --------- | ---------- |
| 2015     | 2              | 0              | 6              | 8              | 78             | 295            | -       | -       | -       | -       | -       | -         | -          |
| 2018     | 1              | 0              | 6              | 7              | 75             | 231            | -       | -       | -       | -       | -       | -         | -          |
| Totale   | 3              | 0              | 12             | 15             | 153            | 526            | -       | -       | -       | -       | -       |           |            |

Fonti: Enciclopedia del Football - A cura di Massimo Mezzetti

##### III-divisioona (a 7 giocatori)
| Stagione | regular season | regular season | regular season | regular season | regular season | regular season | playoff | playoff | playoff | playoff | playoff | playoff   | playoff            |
|          | Vin            | Par            | Per            | Tot            | PF             | PS             | Vin     | Per     | Tot     | PF      | PS      | risultato | avversaria         |
| -------- | -------------- | -------------- | -------------- | -------------- | -------------- | -------------- | ------- | ------- | ------- | ------- | ------- | --------- | ------------------ |
| 2013     | 4              | 0              | 0              | 4              | 152            | 50             | 2       | 0       | 2       | ?       | ?       | Campioni  | ?                  |
| 2020     | 4              | 0              | 1              | 5              | 136            | 86             | 1       | 1       | 2       | 54      | 56      | Äijämalja | Hämeenlinna Tigers |
| 2021     | 1              | 0              | 3              | 4              | 36             | 66             | -       | -       | -       | -       | -       | -         | -                  |
| 2022     | 1              | 0              | 3              | 4              | 58             | 76             | -       | -       | -       | -       | -       | -         | -                  |
| 2023     | 2              | 0              | 2              | 4              | 58             | 78             | -       | -       | -       | -       | -       | -         | -                  |
| Totale   | 12             | 0              | 9              | 21             | 444            | 356            | 3       | 1       | 4       | 54+?    | 56+?    |           |                    |

Fonti: Enciclopedia del Football - A cura di Massimo Mezzetti

##### IV-divisioona
| Stagione | regular season | regular season | regular season | regular season | regular season | regular season | playoff | playoff | playoff | playoff | playoff | playoff      | playoff             |
|          | Vin            | Par            | Per            | Tot            | PF             | PS             | Vin     | Per     | Tot     | PF      | PS      | risultato    | avversaria          |
| -------- | -------------- | -------------- | -------------- | -------------- | -------------- | -------------- | ------- | ------- | ------- | ------- | ------- | ------------ | ------------------- |
| 2014     | 3              | 0              | 1              | 4              | 152            | 42             | 1       | 1       | 2       | 26      | 40      | Äijämalja    | Nokia Hunters       |
| 2016     | 3              | 0              | 3              | 6              | 110            | 127            | 0       | 2       | 2       | 0       | 60      | Quarto posto | Puuppola Buccaneers |
| 2017     | 5              | 0              | 1              | 6              | 162            | 58             | 2       | 0       | 2       | 32      | 8       | Campioni     | Helsinki Giants     |
| Totale   | 11             | 0              | 5              | 16             | 424            | 227            | 3       | 3       | 6       | 58      | 108     |              |                     |

Fonti: Enciclopedia del Football - A cura di Massimo Mezzetti

### Riepilogo fasi finali disputate
| Anno             | Luogo       | Evento               | Fase del torneo      | Incontro                             | Risultato |
| 2 settembre 2007 | Oulu        | II-divisioona        | Finale               | Oulu Northern Lights - Vaasa Vikings | 35 - 27   |
| 30 agosto 2008   | Vaasa       | II-divisioona        | Finale               | Vaasa Vikings - Helsinki 69ers       | 26 - 7    |
| 28 agosto 2010   | Kuopio      | II-divisioona        | Finale               | Kuopio Steelers - Vaasa Vikings      | 34 - 6    |
| 7 agosto 2011    | Helsinki    | II-divisioona        | Wild Card            | East City Giants - Vaasa Vikings     | 19 - 7    |
| 9 settembre 2012 | Hyvinkää    | II-divisioona        | Semifinale           | Hyvinkää Falcons - Vaasa Vikings     | 39 - 7    |
| 25 agosto 2013   | Vaasa       | II-divisioona        | Rautamalja           | Wasa Royals - Hämeenlinna Huskies    | 48 - 0    |
| 5 luglio 2014    | Rovaniemi   | IV-divisioona        | Äijämalja            | Nokia Hunters - Vaasa Vikings        | 40 - 6    |
| 7 settembre 2014 | Vaasa       | I-divisioona         | Spagettimalja        | Wasa Royals - Hyvinkää Falcons       | 34 - 27   |
| 16 agosto 2015   | Vaasa       | I-divisioona         | Semifinale           | Wasa Royals - Tampere Saints         | 26 - 28   |
| 27 agosto 2016   | Seinäjoki   | Vaahteraliiga        | Semifinale           | Seinäjoki Crocodiles - Wasa Royals   | 14 - 9    |
| 28 agosto 2016   | Rusko       | IV-divisioona        | Finale 3º - 4º posto | Vaasa Vikings - Puuppola Buccaneers  | 0 - 28    |
| 2 settembre 2017 | Lahti       | IV-divisioona        | Äijämalja            | Vaasa Vikings - Helsinki Giants      | 12 - 8    |
| 9 settembre 2017 | Helsinki    | Vaahteraliiga        | Vaahteramalja        | Helsinki Roosters - Wasa Royals      | 37 - 9    |
| 9 settembre 2018 | Kuopio      | Vaahteraliiga        | Semifinale           | Kuopio Steelers - Wasa Royals        | 34 - 26   |
| 5 settembre 2020 | Hämeenlinna | IV-divisioona        | Äijämalja            | Hämeenlinna Tigers - Vaasa Vikings   | 66 - 14   |
| 6 settembre 2020 | Vaasa       | Vaahteraliiga        | Semifinale           | Wasa Royals - Helsinki Wolverines    | 41 - 42   |
| 20 agosto 2022   | Kotka       | Naisten I-divisioona | Semifinale           | Kotka Eagles - Wasa Royals           | 28 - 6    |
| 26 agosto 2022   | Vaasa       | I-divisioona         | Spagettimalja        | Wasa Royals - Tampere Saints         | 38 - 7    |
| 5 agosto 2023    | Vantaa      | Naisten I-divisioona | Finale               | Helsinki Roosters - Wasa Royals      | 18 - 27   |
| 2 settembre 2023 | Seinäjoki   | Vaahteraliiga        | Semifinale           | Seinäjoki Crocodiles - Wasa Royals   | 28 - 14   |

## Palmarès
- 2 Spaghettimalja (2014, 2022)
- 1 Naisten I-divisioona (2023)
- 3 Rautamalja (2004, 2008, 2013)
- 2 Äijämalja (2013, 2017)